# Paradota marionensis
Paradota marionensis is een zeekomkommer uit de familie Chiridotidae.
De wetenschappelijke naam van de soort werd in 1992 gepubliceerd door Massin.